# 韩国科学技术院

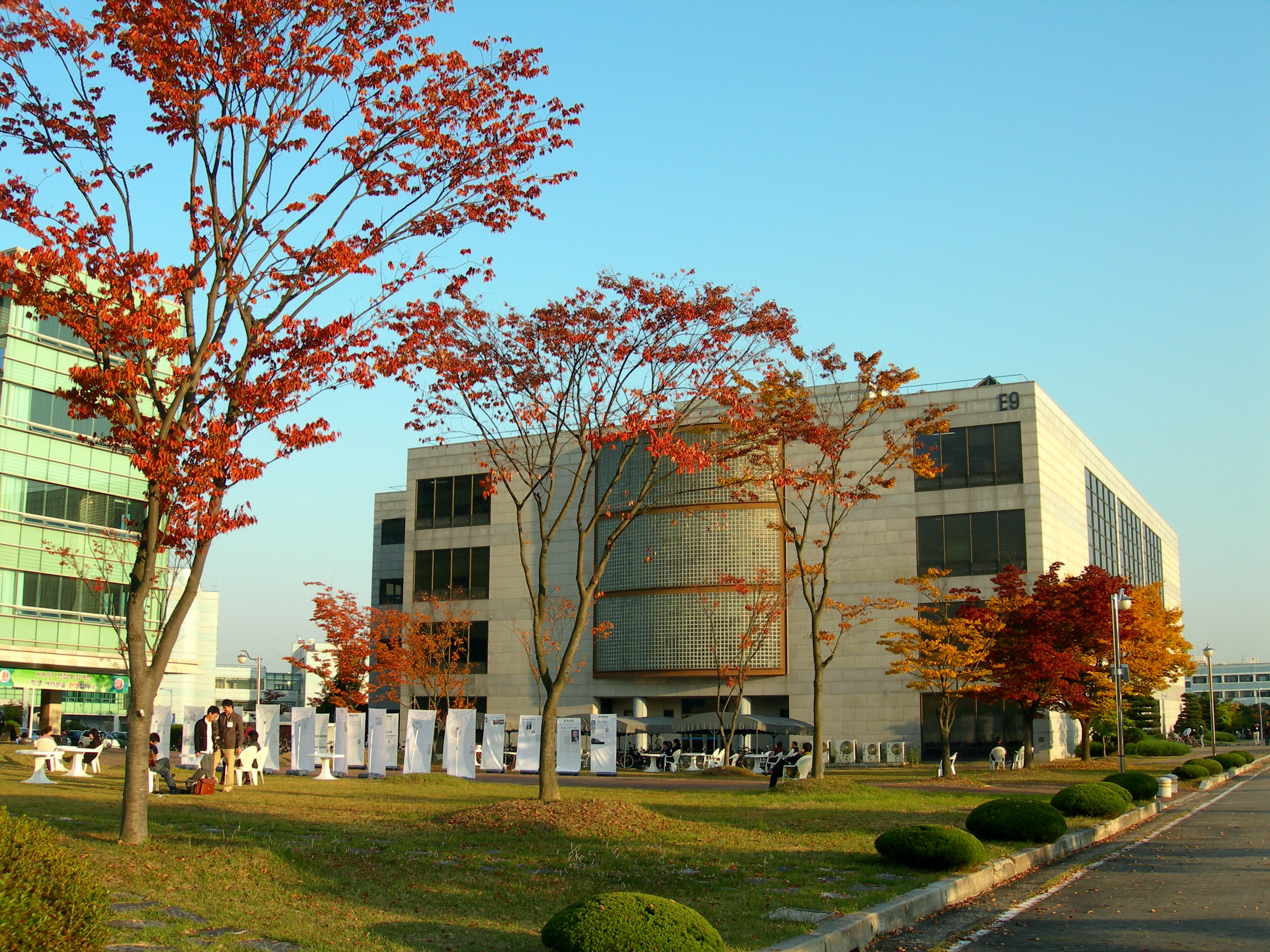
韩国科学技术院

- 關於位于韓國首爾特別市的国立研究院，請見「韓國科學技術研究院」。

韩国科学技术院（：／，縮寫為）是一所位于韩国大田广域市的國立研究型综合大学，1971年由韓国政府创建。大學位於大田廣域市的大德科學園區內，是韓國首座公立研究型科學與工程機構。
韓國科學技術院與首爾國立大学、高丽大学、延世大学及成均館大學在各項韓國大學排行榜上常列前五大。

## 历史
1971年，韩国政府创建韩国科学院（KAIS），最初院址在韩国首尔，教授都是从美国归来的韩国籍科学及工程方面的專家。
1973年3月第一屆碩士課程開始，共有6個學科分別是機械工程學、產業工程學、數學暨物理學、電機暨電子工程學、材料工程學、化學暨化學工程學，第一屆共招收106名研究生。
1975年9月，第一屆博士學程開始。
1981年，韩国科学院與韩国科学技术研究所（KIST）合併為韩国科学技术院（KAIST）。
1984年12月27日，韓國科學技術大學(Korea Institute of Technology, KIT)於大田市大德研究園區內設立，只開設碩士課程。
1986年3月28日，第一屆韓國科學技術大學學士學程開始。
1989年6月4日，因應韓國第6共和成立，韓國科學技術研究所（KIST）從韓國科學技術院（KAIST）獨立。
1989年，韩国科学技术院合併韩国科学技术大学（KIT），主校區遷移到目前在大田广域市的位置。
1990年2月17日，第一屆學士學位生畢業。
1996年10月1日，首爾校區成立TECHNO MBA研究所。
2008年1月10日，將對外正式名稱由韓國科學技術院改為KAIST。
2009年3月，合併韓國情報通信大學，成為KAIST轄下文旨校區。

## 校區
- 首爾校區
- 首爾道谷校區
- 大田主校區
- 大田文旨校區

## 學科

### 自然科學院
- 物理系
- 數學科學系
- 化學系
- 纳米技術與應用科學技術研究所

### 生命科學与生物工程學院
- 生物和人腦工程系
- 生物學系
- 醫學科學與工程學研究所

### 工程學院
- 機械工程部
- 航空宇宙工程部
- 海洋系統工程部
- 城市和環境工程系
- 化學和分子生物工程系
- 原材料科學與工程學系
- 核工程學系
- EEWS[4]研究所

### 文化科學學院
- 人文和社會科學系
- 文化科技研究所
- 科技與社會研究所

### 信息技術學院
- 電機工程系
- 計算機科學系
- 信息和通訊工程系
- 工業系統工程系
- 知識服務工程系
- 工業設計系

### 商學院
- 管理工程系
- 管理學研究所
- 財政金融學研究所
- 信息與傳媒管理學研究所

### 創新學院
- 管理學系
- 創新與技術管理研究所

## 大學排名

### QS世界大学排名
2021年
- 世界大學排名：世界第39位。
- 亞洲大學排名：亞洲第11位。

### 泰晤士高等教育世界大学排名
2021年
- 世界大學排名：世界第96位。
- 亞洲大學排名：亞洲第13位。
- 世界大學聲譽：世界第71-80區間。

### 軟科世界大學學術排名
2020年
- 世界第201至300區間。

## 著名校友
- 尹邵熙：女演員（生物化學工程系）
- 李海珍：入口網站NAVER與應用程式LINE創辦人
- 慎重熩：應用程式LINE共同執行長暨 CWO（Chief WOW Officer）
- 林志勳：現Kakao執行長。

- 李章元：歌手（計算機科學系，經濟學碩士，現今正在攻讀文化技術研究所博士課程）
- 申在平（朝鲜语：신재평 (음악가)）：歌手（計算機科學系）